# Mesembryanthemum bulletrapense
Mesembryanthemum bulletrapense är en isörtsväxtart som beskrevs av Klak. Mesembryanthemum bulletrapense ingår i Isörtssläktet som ingår i familjen isörtsväxter. Inga underarter finns listade i Catalogue of Life.